# Comuna Marinici, Nisporeni
Comuna Marinici este o comună din raionul Nisporeni, Republica Moldova. Este formată din satele Marinici (sat-reședință) și Heleșteni.

## Demografie
Conform datelor recensământului din 2014, comuna are o populație de 2.215 locuitori. La recensământul din 2004 erau 2.599 de locuitori.

## Administrație și politică
Componența Consiliului local Marinici (11 consilieri), ales la 5 noiembrie 2023, este următoarea:
|  | Partid                                | Consilieri | Componență | Componență | Componență | Componență | Componență |
|  | ------------------------------------- | ---------- | ---------- | ---------- | ---------- | ---------- | ---------- |
|  | Partidul Acțiune și Solidaritate      | 5          |            |            |            |            |            |
|  | Partidul Social Democrat European     | 4          |            |            |            |            |            |
|  | Partidul Liberal Democrat din Moldova | 2          |            |            |            |            |            |